# 美洲鮟鱇
美洲鮟鱇（学名：Lophius americanus），為輻鰭魚綱鮟鱇目鮟鱇亞目鮟鱇科的其中一種，分布於西大西洋區，從加拿大魁北克至美國佛羅里達州海域，棲息深度可達668公尺，體長可達120公分，生活在大陸棚及大陸坡，為深海底棲性魚類，屬肉食性，生活習性不明，為高經濟價值的食用魚及遊釣魚。

## 擴展閱讀
維基物種上的相關：美洲鮟鱇